# Al Capp

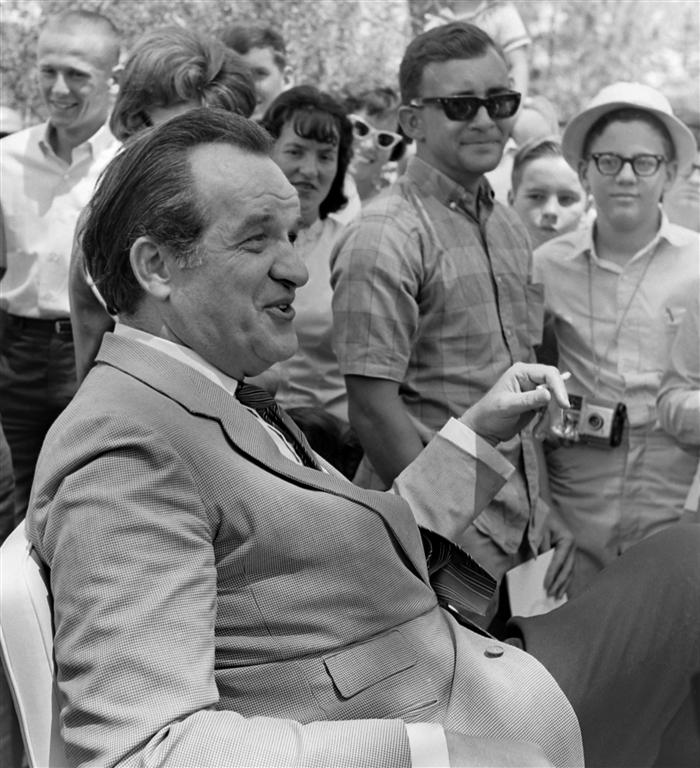
Al Capp im Jahr 1966

Alfred Gerald „Al“ Caplin (* 28. September 1909 in New Haven, Connecticut; † 5. November 1979 in Cambridge, Massachusetts; nach anderen Angaben: South Hampton, New Hampshire) war ein US-amerikanischer Comiczeichner und -autor. Als „Al Capp“ wurde der ältere Bruder des Comicautors Elliot Caplin und Schöpfer des Strips Li’l Abner weltberühmt.

## Leben
Capp verlor in seinem zehnten Lebensjahr sein linkes Bein durch einen Unfall. Er besuchte mehrere Kunstschulen und war zunächst Assistent von Ham Fisher, den er als Ghost-Zeichner an dessen Serie Joe Palooka unterstützte. Dort entwickelte er eine Hillbilly-Figur, eine Idee, die Grundlage für Li'l Abner sein sollte. Der erste Tagesstrip von Li'l Abner erschien am 20. August 1934, die Sonntagsseite, die in den ersten 16 Wochen zusätzlich noch den ebenfalls von Capp gezeichneten Strip Washable Jones enthielt, folgte am 24. Februar 1935. Hauptfigur war Abner Yokum, ein gutaussehender aber einfältiger junger Mann, der stets versuchte, sich gegen Heirat und Arbeit zu wehren. Der Strip wurde von Capp bis in das Jahr 1977 fortgesetzt: der letzte Tagesstrip erschien am 5. November 1977, die letzte Sonntagsseite am 13. November 1977.
Weitere Strips von Capp waren Col. Gilfeather und Fearless Fosdick. Col. Gilfeather wurde von Capp 1927 an Associated Press verkauft und einige Zeit später von Milton Caniff fortgeführt. Die Dick Tracy-Parodie Fearless Fosdick entstand 1942 zwar als eigene Serie, tauchte aber in unregelmäßigen Abständen auch in Li'l Abner als Lieblingslektüre der Titelfigur auf. Capp lieferte die Texte zu den Comics  Abbie an' Slats (Zeichnungen: Raeburn Van Buren) und Long Sam (Zeichnungen: Bob Lubbers). Beide Autorentätigkeiten wurden später von seinem Bruder Elliot übernommen.
Nach Milton Caniff war Al Capp 1947 der zweite Zeichner, der den Reuben Award, den von der National Cartoonists Society seit 1946 vergebenen Preis, erhielt. John Steinbeck, der ihn als besten Schriftsteller der Welt bezeichnete, schlug Capp 1953 für den Literaturnobelpreis vor. Auf Deutsch erschienen einige Abenteuer von Li'l Abner im Carlsen Verlag.